# کوتس-پیسکووه
کوتس-پیسکووه (به لهستانی:  Koce-Piskuły) یک روستا در لهستان است که در گمینا چیخانوویتس واقع شده‌است.
 کوتس-پیسکووه  ۱۰۰ نفر جمعیت دارد.